# Abraham Adrian Albert
Abraham Adrian Albert (* 9. November 1905 in Chicago; † 6. Juni 1972 ebenda) war ein US-amerikanischer Mathematiker, der sich mit Algebra beschäftigte.

## Leben und Werk
Alberts Eltern wanderten in die USA ein, sein Vater aus England, seine Mutter aus Russland. Er studierte an der University of Chicago, machte dort 1926 seinen Bachelor und 1927 seinen Master-Abschluss und wurde dort 1928 bei Leonard Dickson promoviert (Algebras and their Radicals and Division Algebras). Nach der Promotion verbrachte er ein Jahr als Stipendiat des National Research Council an der Princeton University bei Solomon Lefschetz und war 1929 bis 1931 Instructor an der Columbia University. Ab 1931 war er bis zu seiner Emeritierung an der University of Chicago (1931 Assistenzprofessor, 1937 Associate Professor, 1941 Professor), wo er 1958 bis 1962 Dekan der Mathematik-Fakultät war und 1961 bis 1971 Dean der Physical Sciences Division.
Albert arbeitete über Riemann-Matrizen (auf Anregung von Lefschetz) und lineare assoziative Algebren und nicht-assoziative Algebren (ab 1942). Mit den von Pascual Jordan in Untersuchungen zur Quantenmechanik eingeführten Jordan-Algebren beschäftigte er sich zuerst 1934 in On certain algebras of quantum mechanics. Nach ihm ist eine exzeptionelle Jordan-Algebra benannt. Schon in seiner Dissertation befasste er sich mit der Klassifikation der Divisionsalgebren, die von Joseph Wedderburn begonnen wurde. Hier hatte er allerdings Konkurrenz in Deutschland durch Helmut Hasse, Emmy Noether, Richard Brauer, die ihm mit dem Satz von Brauer-Hasse-Noether zuvorkamen, weshalb dieser Satz auch als Satz von Albert-Brauer-Hasse-Noether firmiert.
Während des Zweiten Weltkriegs arbeitete er als für die US-Regierung als angewandter Mathematiker an der Northwestern University und auch in der Kryptographie. Nach dem Krieg war er in zahlreichen Funktionen als Regierungsberater tätig und war insbesondere für die umfangreiche Vergabe von Regierungsstipendien und Kontrakten für mathematische Forschungsarbeiten verantwortlich. 1958 bis 1961 war er Vorsitzender der Mathematik-Abteilung des National Research Council.
1939 erhielt er den Colepreis der American Mathematical Society (AMS) für seine Arbeit über Riemann-Matrizen in den Annals of Mathematics 1934/35. 1943 wurde er in die National Academy of Sciences aufgenommen, 1952 in die brasilianische und 1963 in die argentinische Akademie der Wissenschaften sowie 1968 in die American Academy of Arts and Sciences. 1956/56 war er Präsident der American Mathematical Society. 1950 hielt er einen Plenarvortrag auf dem Internationalen Mathematikerkongress in Cambridge (Massachusetts) (Power-Associative Algebras).
Zu seinen Doktoranden zählt Anatol Rapoport.
Er war seit 1927 verheiratet und hatte drei Kinder.

## Werke (Auswahl)
- Modern higher algebra. 1937
- Structure of Algebras. 1939, AMS, 2003
- Collected Mathematical Papers. 2 Bände, AMS 1993